# Maybrat jezici
Maybrat jezici (Centralni Bird's Head jezici), malena porodica papuanskih jezika iz Indonezije (Irian Jaya), koja je nekada pod imenom centralni Bird's Head jezici, bila zajedno s jezikom abun (danas izolirani jezik) dio šire, danas ex-skupine sjevernih-centralnih Bird's Head jezika, zapadnopapuanska porodica
Porodica maybrat obuhvaća jezike karon dori [kgw] i mai brat [ayz].